# Tumbas de la dinastía Xia Occidental

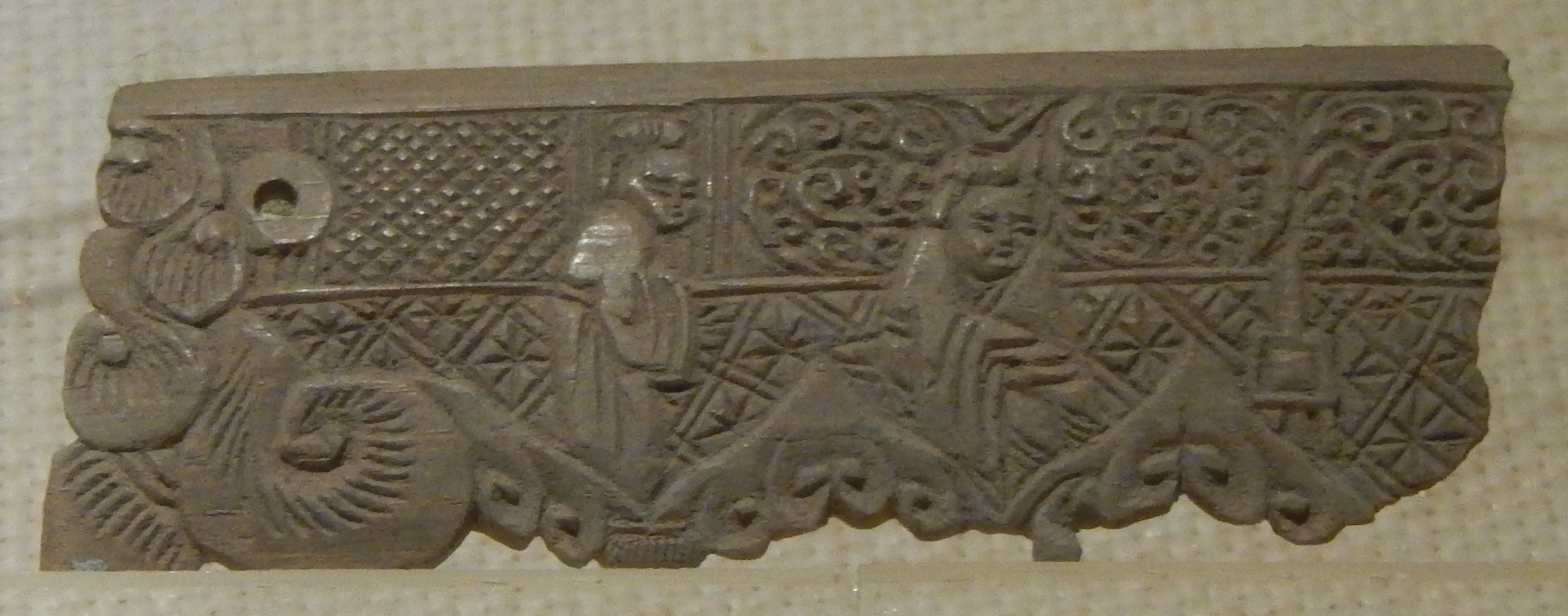
Objeto funerario: Talla de bambú encontrada en la tumba n.º 6

Las tumbas de la dinastía Xia Occidental, también conocidas como tumbas piramidales (En chino simplificado: 西夏王陵, Pinyin: xixiawanglin). Se encuentran ubicadas al pie oriental de las Montañas Helan, en la provincia de Ningxia y se ubica a 30 kilómetros al oeste de Yinchuan. Se extienden 10 kilómetros de norte a sur y 4 kilómetros al oeste de Yinchuan. Se expande unos 10 kilómetros del norte a sur y 4 kilómetro sde este a oeste. En total un conjunto de 9 tumbas de reyes y más de 20 tumbas para el descanso de la familia real. Aunque durante la dinastía Ming, se robó lo que en su interior contenía, se sigue apreciando las bases culturales de esta etnia.

## Historia
El famoso relato de la inundación que sufrió China hace unos 4000 años, se ha denotado como una causa real, encontrando restos arqueológicos e indicios geológicos de esta grave inundación. Además se tenía constancia de ella desde los escritos antiguos como el Shujing y el Shiji. Esta gran inundación haría que la dinastía Xia se propiciara en el río amarillo dando de si una nueva cultura con unas bases asentadas y arraigadas a esta tierra. El emperador "mítico" más famoso es Yu, quien se dice supo manejar y sofocar a los aldeanos de esta cultura y quien supo resolver el problema de la gran inundación, por lo que con los nuevos hallazgos, los historiadores tienen una nueva puerta abierta a desmitizar este mito de la existencia del emperador, lo que daría lugar a una nueva situación histórica y desconocida hasta la fecha.
Esta dinastía fue contemporánea y coexistió con las etnias Han, Liao, Nüzhen y el reino de Dangxiang. Fueron un reino independiente con lengua y caracteres propios, pero en el año 1227 serán conquistados por las tropas mogolas, aniquilando consigo todos los libros e información escrita hasta la fecha por esta dinastía. Las pirámides no serán descubiertas hasta los años 1970 cuando se encontraron las arquitecturas por casualidad. Distintos estudiosos creen que podría pertenecer a Li Yuanhao, quien fue el fundador de la dinastía.

## Necrópolis

### Tumbas
Las tumbas se dividen en dos partes principales, por un lado se tiene las 9 tumbas reales donde se creen que descansaban los reyes hasta la invasión mogola y la segunda parte es en la que albergan un total de otros 20 recintos menores para el descanso de los familiares como mujeres, hijos o personas muy cercanas a la familia real en ese momento. Su construcción está basada en el eje norte sur, por lo que en este posicionamiento se está delimitando la importancia. Se creen que pertenecen a:

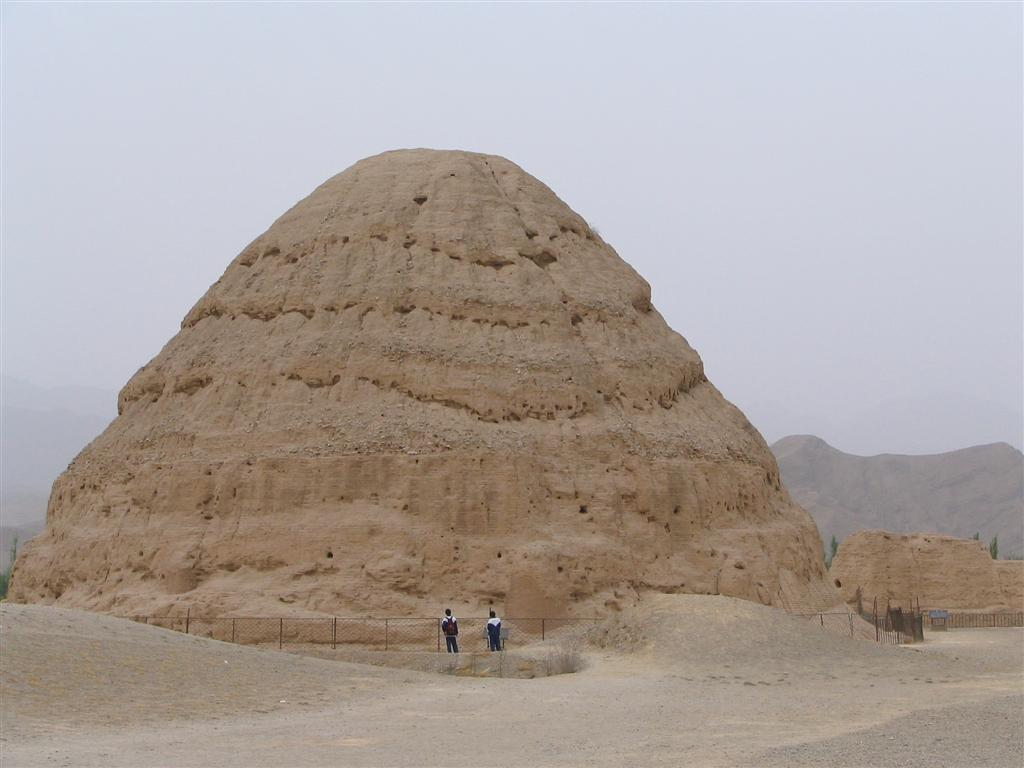
Tumba de la dinastía Xia Occidental en la región china de Ningxia.

| Nombre         | Nombre Póstumo     | Nombre Personal     | Tiempo Reinado |
| -------------- | ------------------ | ------------------- | -------------- |
| Jǐngzōng 景宗  | Wǔlièdì 武烈帝     | Lǐ Yuánhào 李元昊   | 1038-1048      |
| Yìzōng 毅宗    | Zhāoyīngdì 昭英帝  | Lǐ Liàngzuò 李諒祚  | 1048-1067      |
| Huìzōng 惠宗   | Kāngjìngdì 康靖帝  | Lǐ Bǐngcháng 李秉常 | 1067-1086      |
| Chóngzōng 崇宗 | Shèngwéndì 聖文帝  | Lǐ Qiánshùn 李乾順  | 1086-1139      |
| Rénzōng 仁宗   | Shèngzhēndì 聖禎帝 | Lǐ Rénxiào 李仁孝   | 1139-1193      |
| Huánzōng 桓宗  | Zhāojiǎndì 昭簡帝  | Lǐ Chúnyòu 李純佑   | 1193-1206      |
| Xiāngzōng 襄宗 | Jìngmùdì 敬穆帝    | Lǐ Ānquán 李安全    | 1206-1211      |
| Shénzōng 神宗  | Yīngwéndì 英文帝   | Lǐ Zūnxū 李遵頊     | 1211--1223     |
| Xiànzōng 獻宗  | no conocido        | Lǐ Déwàng 李德旺    | 1223--1226     |

### Pagoda
La pagoda que se halla en este "recinto funerario" tiene como base una estructura octogonal de 8 caras, esto ha provocado que la llamen y obtenga el nombre de "Pirámide del Este". Su diámetro tiene un total de 34 metros.

## Enlaces de interés
- CRI China ABC
- Baidu, 西夏王陵
- Wikimedia Commons alberga una categoría multimedia sobre Dinastía Xia Occidental.

- Datos: Q48789491